# 洛帕京卡
49°11′51″N 29°24′45″E / 49.19750°N 29.41250°E
洛帕京卡（烏克蘭語：Лопатинка），是烏克蘭的村落，位於該國西南部文尼察州，由文尼察區負責管轄，始建於1764年，面積1.07平方公里，海拔高度260米，2001年人口479，人口密度每平方公里449.77人。